# 朱常𣶏
崇世子朱常（？—1583年），明朝第五代崇王崇端王朱翊的庶第一子。他在萬曆元年（1581年）受封泰和王，萬曆六年（1578年）改封崇世子，後在萬曆十一年（1583年）去世，諡號不詳，無子。三年後（1586年）其弟朱常改封崇世子。